# Elecciones presidenciales de Bulgaria de 2021
Las elecciones presidenciales de Bulgaria de 2021 se llevaron a cabo el 14 de noviembre. El actual presidente, Rumen Radev, se postuló a la reelección.
Las elecciones presidenciales se llevaron a cabo en paralelo a las elecciones legislativas. Una segunda vuelta de las elecciones presidenciales se llevará a cabo el 21 de noviembre de 2021, ya que ningún candidato pudo obtener la mayoría de los votos en la primera vuelta. El actual presidente Radev reunió alrededor del 49% de los votos, siendo forzado a una segunda vuelta, enfrentándose al profesor universitario Gerdzhikov.
La participación a nivel nacional cayó al 40%, la tasa de participación más baja de Bulgaria en 30 años para las elecciones presidenciales y legislativas.

## Sistema electoral
El presidente de Bulgaria es elegido mediante el sistema de balotaje, y los votantes tienen la opción de votar en contra de todos los candidatos.

## Candidatos presidenciales
La Comisión Electoral Central de Bulgaria aceptó las inscripciones de 23 candidatos para las elecciones presidenciales; el número de candidatos se anunció después de la fecha límite del 12 de octubre para las solicitudes. Este es el mayor número de candidatos en una elección presidencial en Bulgaria desde que el país inició las elecciones democráticas directas de su jefe de Estado; anteriormente, el número más alto fue de 21, lo que ocurrió en 1992 y 2016.
| Nombre | Compañero de fórmula | Partidos o coaliciones que apoyan la campaña                      | N.º | Fuentes |
| --- | -------------------- | ----------------------------------------------------------------- | --- | ------- |
| Yolo Denev Político y escritor                                                                                        | Mario Filev          | –                                                                 | 1   | [ 14 ]  |
| Nikolay Malinov Presidente del partido Rusófilos por el Renacimiento de la Patria                                     | Svetlana Koseva      | Rusófilos por el Renacimiento de la Patria                        | 2   | [ 14 ]  |
| Rosen Milenov Ex oficial de seguridad nacional                                                                        | Ivan Ivanov          | –                                                                 | 3   | [ 14 ]  |
| Valeri Simeonov Presidente del partido Frente Nacional para la Salvación de Bulgaria                                  | Tsvetan Mancev       | NFSB, BNDS "Toda Bulgaria", Unión Democrática Búlgara "Radicales" | 4   | [ 14 ]  |
| Kostadin Kostadinov Presidente del partido Renacimiento                                                               | Elena Guncheva       | Renacimiento                                                      | 5   | [ 14 ]  |
| Rumen Radev Actual Presidente de Bulgaria                                                                             | Iliana Iotova        | ITN, BSPzB, PP, IBG-NI                                            | 6   | [ 14 ]  |
| Goran Blagoev Político y periodista                                                                                   | Ivelina Georgieva    | Asociación Conservadora de Derechas y Republicanos por Bulgaria   | 7   | [ 14 ]  |
| Blagoy Petrevski Político                                                                                             | Sevina Hadjiyska     | Unión Búlgara por la Democracia Directa                           | 8   | [ 14 ]  |
| Marina Malcheva Política                                                                                              | Savina Lukanova      | –                                                                 | 9   | [ 14 ]  |
| Aleksander Tomov Presidente del Partido Socialdemócrata de Bulgaria                                                   | Lachezar Avramov.    | Partido Socialdemócrata Búlgaro y Euroizquierda Búlgara           | 10  | [ 14 ]  |
| Volen Siderov Presidente del partido Unión Nacional Ataque                                                            | Magdalena Tasheva    | Unión Nacional Ataque                                             | 11  | [ 14 ]  |
| Boyan Rasate Presidente del partido Unión Nacional Búlgara - Nueva Democracia                                         | Elena Vatashka       | BNU-ND                                                            | 12  | [ 14 ]  |
| Zhelyo Zhelev Político                                                                                                | Kalin Krulev         | Sociedad por una Nueva Bulgaria                                   | 13  | [ 14 ]  |
| Anastas Gerdzhikov Rector de la Universidad de Sofía                                                                  | Nevyana Miteva       | GERB-SDS                                                          | 14  | [ 14 ]  |
| Svetoslav Vitkov Presidente del partido Voz de la Gente                                                               | Veselin Belokonski   | Voz de la Gente                                                   | 15  | [ 14 ]  |
| Luna Yordanova Cantante y personalidad televisiva                                                                     | Iglena Ilieva        | –                                                                 | 16  | [ 14 ]  |
| Mustafa Karadaya Presidente del Movimiento por los Derechos y Libertades                                              | Iskra Mihaylova      | DPS                                                               | 17  | [ 14 ]  |
| Tsveta Kirilova Periodista y presentadora de televisión                                                               | Georgi Tatunov       | –                                                                 | 18  | [ 14 ]  |
| Lozan Panov Presidente del Tribunal Supremo de Casación de Bulgaria                                                   | Maria Kasimova       | Iniciativa Justicia para Todos y DB                               | 19  | [ 14 ]  |
| Maria Koleva Directora y escritora                                                                                    | Gancho Popov         | Partido de la Ley                                                 | 20  | [ 14 ]  |
| Milen Mihov Vicepresidente del partido Organización Revolucionaria Interna de Macedonia – Movimiento Nacional Búlgaro | Mariya Tsvetkova     | IMRO–BNM                                                          | 21  | [ 14 ]  |
| Georgi Georgiev Político                                                                                              | Stoyan Tsvetkov      | BNO                                                               | 22  | [ 14 ]  |
| Veselin Mareshki Presidente del partido Volya                                                                         | Polina Tsankova      | Volya                                                             | 23  | [ 14 ]  |

## Encuestas
| Encuestador                                                    | Fecha             |         |             |          |       |            |          |         |        |           |           | Otro   | Ninguno |
| Encuestador                                                    | Fecha             | Radev   | Gerdschikov | Karadaja | Panov | Kostadinov | Simeonov | Siderov | Michov | Mareschki | Jordanova | Otro   | Ninguno |
| -------------------------------------------------------------- | ----------------- | ------- | ----------- | -------- | ----- | ---------- | -------- | ------- | ------ | --------- | --------- | ------ | ------- |
| Market Links                                                   | 2–7 Nov 2021      | 46,7 %  | 25,6 %      | 10,3 %   | 7,7 % | 2,6 %      | —        | —       | —      | —         | 1,3 %     | 0,9 %  | 4,9 %   |
| Exacta Archivado el 7 de noviembre de 2021 en Wayback Machine. | 29 Oct–5 Nov 2021 | 48,0 %  | 27,1 %      | 7,5 %    | 7,0 % | 2,2 %      | —        | 0,7 %   | 1,5 %  | —         | —         | 4,1 %  | 1,9 %   |
| Sova Harris                                                    | 27 Oct–2 Nov 2021 | 56,2 %  | 23,5 %      | 7,1 %    | 6,8 % | —          | —        | —       | —      | —         | —         | 6,4 %  | —       |
| Gallup                                                         | 23–31 Oct 2021    | 47,6 %  | 25,1 %      | 8,5 %    | 5,7 % | 3,3 %      | —        | —       | 1,4 %  | —         | 1,1 %     | 4,8 %  | 2,5 %   |
| Estat                                                          | 23–31 Oct 2021    | 49,7 %  | 27,3 %      | 5,4 %    | 8,3 % | 3,2 %      | 0,4 %    | 1,0 %   | 1,4 %  | 0,5 %     | 0,8 %     | 2%     | —       |
| Centre for Analysis and Marketing                              | 22–26 Oct 2021    | 47,5 %  | 21,8 %      | 8,6 %    | 6,2 % | 1,7 %      | —        | —       | —      | —         | 0,8 %     | 4,6 %  | 0,5 %   |
| Barometar                                                      | 13–18 Oct 2021    | 44,8 %  | 27,3 %      | 11,2 %   | 6,8 % | 1,9 %      | —        | —       | 3,0 %  | —         | —         | 4,9 %  | —       |
| Gallup                                                         | 10–17 Oct 2021    | 51,2 %  | 22,5 %      | 7,9 %    | 6,2 % | 3,1 %      | —        | —       | 1,6 %  | 1,1 %     | —         | 3,7 %  | 2,7 %   |
| Sova Harris                                                    | 5–12 Oct 2021     | 60,4 %  | 24,8 %      | 6,1 %    | 5,3 % | —          | —        | —       | —      | —         | —         | 3,4 %  | —       |
| Centre for Analysis and Marketing                              | 6–10 Oct 2021     | 49,5 %  | 22,3 %      | 9,1 %    | 7,5 % | 1,7 %      | —        | —       | 0,7 %  | —         | 1%        | 4,9 %  | —       |
| Alpha Research                                                 | 4–10 Oct 2021     | 42,6 %  | 28,1 %      | 8,7 %    | 8,2 % | 3,9 %      | 1,8 %    | 1,6 %   | —      | —         | —         | 3,9 %  | —       |
| Elecciones de 2016                                             | 6 Nov 2016        | 59,44 % | —           | —        | —     | —          | —        | —       | —      | 11,2 %    | —         | 57,8 % | 5,6 %   |

## Resultados electorales

### Primera vuelta
|  | 49,42 % |

|  | 22,83 % |

|  | 11,57 % |

|  | 3,92 % |

|  | 3,68 % |

|  | 0,81 % |

|  | 0,55 % |

|  | 0,52 % |

|  | 0,52 % |

|  | 0,47 % |

|  | 0,46 % |

|  | 0,39 % |

|  | 0,32 % |

|  | 0,31 % |

|  | 0,29 % |

|  | 0,27 % |

|  | 0,25 % |

|  | 0,24 % |

|  | 0,23 % |

|  | 0,21 % |

|  | 0,20 % |

|  | 0,17 % |

|  | 0,11 % |

|  | 2,27 % |

|  | 99,65 % |

|  | 0,35 % |

|  | 100 % |

|  | 38,64 % |

### Segunda vuelta
|  | 66,72 % |

|  | 31,80 % |

|  | 1.48 % |

|  | 99,83 % |

|  | 0,17 % |

|  | 100 % |

|  | 33,65 % |